# Konståret 1901

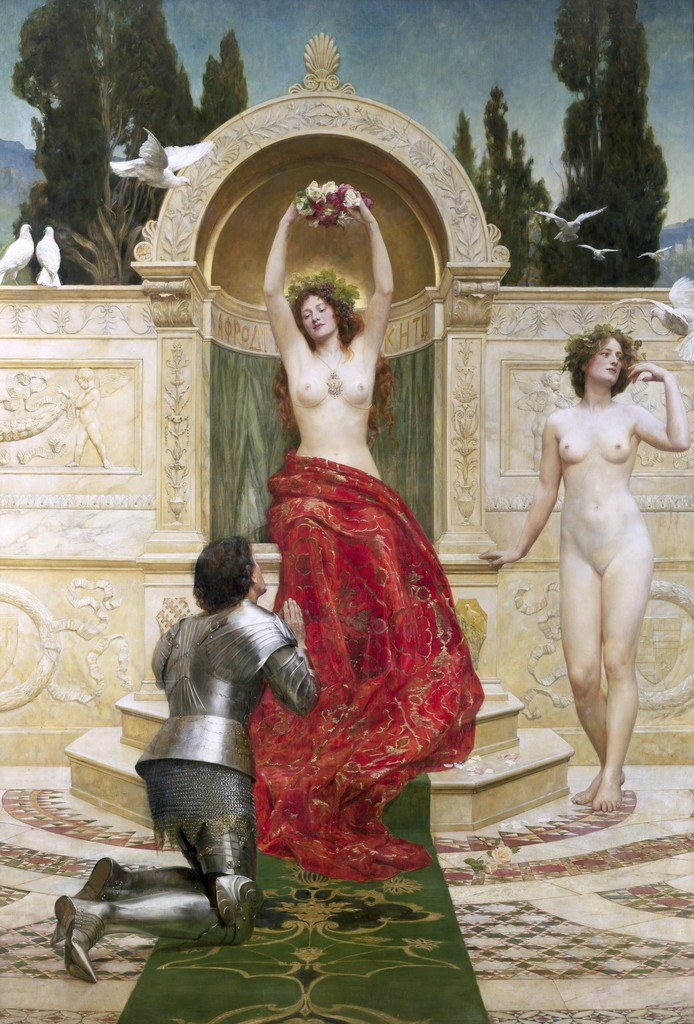
John Collier målar In the Venusberg Tannhauser år 1901.

## Händelser

### September
- 14 september - Minnesbysten över uppfinnaren John Ericsson[1] avtäcks, Nybroplan Stockholm, konstnär skulptören John Börjeson.

### Okänt datum
- Picasso börjar sin blå period som pågår till 1904.
- Tidningen Puck börjar ges ut. Denna politiskt radikala skämtpublikation redigerades av Hugo Vallentin och Edvard Forsström.

## Verk
- John Collier - In the Venusberg Tannhauser
- Pablo Picasso - Frambesvärjelsen (Casagemas begravning).

## Födda
- 9 januari - Chic Young (död 1973), amerikansk serietecknare.
- 15 januari - Tage Falkner (död 1964), svensk tecknare.
- 19 januari - Fred Uhlman (död 1985), brittisk bildkonstnär och författare.
- 26 januari - Harald Lindberg (död 1976), svensk konstnär.
- 28 januari - James Richmond Barthé (död 1989), amerikansk skulptör.
- 12 februari - Kjerstin Göransson-Ljungman (död 1971), svensk författare, konstnär och arkitekt.
- 12 februari - Mosse (Wilhelm) Stoopendaal (död 1948), svensk tecknare.
- 22 mars - Greta Kempton (död 1991), amerikansk konstnär.
- 24 mars - Ub Iwerks (död 1971), amerikansk animatör och serietecknare.
- 27 mars - Carl Barks (död 2000), amerikansk serietecknare.
- 30 mars - Einar Palme (död 1993), svensk konstnär, porträtt- och landskapsmålare.
- 9 maj - Erik Olson (död 1986), svensk målare.
- 14 april - Gustav Alexanderson (död 1976), svensk konstnär.
- 9 juni - John Skeaping (död 1980), engelsk skulptör och målare.
- 15 juli - Pyke Koch (död 1991), nederländskmålare.
- 31 juli - Jean Dubuffet (död 1985), fransk målare och skulptör
- 7 augusti - Kerstin Frykstrand (död 1997), finlandssvensk konstnär och illustratör.
- 22 augusti - Holger Persson (död 1961), svensk konstnär.
- 2 oktober - Nils Nilsson (död 1949), svensk tecknare, målare och skulptör.
- 10 oktober - Alberto Giacometti (död 1966), schweizisk skulptör och målare.
- 16 oktober - Stig Blomberg (död 1970), svensk skulptör.
- 5 september - Sandro Malmquist (död 1992), svensk regissör, konstnär och teaterdekoratör.
- 14 september - Lucien Aigner (död 1999), ungersk fotograf.
- 10 oktober - Alberto Giacometti (död 1966), schweizisk skulptör.
- 7 november - Norah McGuinness (död 1980), irländsk målare och illustratör.
- 9 november - Esaias Thorén (död 1981), svensk målare.
- 11 november - Richard Lindner (död 1978), amerikansk målare.
- 5 december - Walt Disney (död 1966), amerikansk serietecknare, animatör och filmmakare.
- 27 december - Stanley William Hayter (död 1988), brittisk målare och grafiker.
- 30 december - Beauford Delaney (död 1979), amerikansk målare.
- okänt datum - David Wretling (död 1986), svensk skulptör.
- okänt datum - Emma Wiberg (död 1990), svensk damastväverska.
- okänt datum - Roland Ansieau (död 1987), fransk grafisk konstnär.
- okänt datum - Dorothy Dehner (död 1994), amerikansk skulptör.
- okänt datum - Philip Evergood (död 1973), amerikansk målare, tryckmakare och skulptör.
- okänt datum - Charles Tunnicliffe (död 1979), engelsk målare.

## Avlidna
- 21 februari - Henry Peach Robinson (född 1830), engelsk fotograf.
- 8 juni - Edward Moran (född 1829), amerikansk målare.
- 9 september - Henri de Toulouse-Lautrec (född 1864), fransk målare.
- 24 oktober - James McDougal Hart (född 1828), amerikansk målare.
- 6 november - Kate Greenaway (född 1846), brittisk illustratör.
- 23 december - Edward Onslow Ford (född 1852), engelsk skulptör.